# 巴特哈尔茨堡
巴特哈尔茨堡（德語：Bad Harzburg，發音：[baːt ˈhaʁtsˌbʊʁk] ⓘ）是德国下萨克森州戈斯拉尔县的城市，面积65.52平方千米，2023年12月31日人口为21,503人。